# Palaeomegopis lameerei
Palaeomegopis lameerei là một loài bọ cánh cứng trong họ Cerambycidae.